# Montero (álbum)
Montero (estilizado en mayúsculas) es el álbum debut de estudio del rapero y cantante estadounidense Lil Nas X, lanzado el 17 de septiembre de 2021 por Columbia Records. El álbum, titulado con su nombre de pila, se anunció por primera vez en 2019. Su título, portada y lista de canciones se dieron a conocer en 2021. Cuatro sencillos acompañaron a Montero, «Montero (Call Me by Your Name)», «Sun Goes Down», «Industry Baby», y «Thats What I Want». «Montero (Call Me by Your Name)» e «Industry Baby» encabezaron cada uno el Billboard Hot 100 de EE. UU., mientras que «Thats What I Want» entró al Top 10.
El álbum presenta apariciones especiales de Jack Harlow, Doja Cat, Elton John, Megan Thee Stallion y Miley Cyrus. Musicalmente, Montero es un disco de pop rap con influencias de varios otros géneros. Recibió elogios de los críticos musicales, quienes elogiaron su producción ecléctica y su composición pegadiza. En la 64.ª Entrega Anual de los Premios Grammy, recibió una nominación a Álbum del Año logrando su segunda nominación consecutiva en la categoría, mientras que «Montero (Call Me by Your Name)» está nominado a Grabación del Año, Canción del año y Mejor video musical e «Industry Baby» está nominado a Mejor interpretación de rap, respectivamente.
Comercialmente, el álbum encabezó las listas en Australia, Dinamarca, Irlanda, Nueva Zelanda, Noruega y Suecia, y entró en el top 10 en otros territorios.

## Antecedentes
En 2018, el rapero y cantante estadounidense Lil Nas X lanzó su canción «Old Town Road», el sencillo estableció el récord de la canción con más duración en el puesto número 1 en el Billboard Hot 100. Sin embargo, habiendo personas catalogando a Nas X como un cantante de «un solo éxito», Lil Nas X decidió apartarse del sonido country trap de «Old Town Road»; y en su lugar se centró en el rap, el pop y el R&B, influenciado por artistas como Drake, Nicki Minaj, Katy Perry, Miley Cyrus y Doja Cat. En una entrevista con la personalidad de la radio estadounidense Angie Martinez, realizada en agosto de 2019 después del lanzamiento de su EP 7, Lil Nas X reveló que estaba trabajando en su primer álbum de larga duración y señaló que iba a ser un proyecto más personal. Lil Nas X iniciaría la grabación de una serie de demos durante la pandemia de COVID-19 de 2020 que resultaría en su álbum debut, Montero.
Meses después de la producción, Lil Nas X mostró un avance de su sencillo principal titulado «Montero (Call Me by Your Name)» en Twitter, generando una recepción positiva del público.  El lanzamiento del sencillo fue lanzado oficialmente el 26 de marzo de 2021 y el videoclip fue dirigido por el director ucraniano Tanu Muino. El segundo sencillo del álbum, «Sun Goes Down», llegó poco después, el 21 de mayo de 2021, y continuó con la temática sobre la homosexualidad. Ambas pistas se interpretaron en Saturday Night Live solo un día después, el 22 de mayo de 2021.  Después del lanzamiento de «Montero (Call Me by Your Name)», el colectivo de arte popular MSCHF se asoció con Lil Nas X para lanzar una versión modificada una versión de las Nike Air Max 97 apodadas «Satan Shoes» que estaban disponibles temporalmente en el sitio web de MSCHF. Nike se apresuró a demandar a MSCHF, lo que condujo a un caso judicial que se resolvió un mes después. Como técnica promocional para el tercer sencillo del proyecto, «Industry Baby», Lil Nas X a través de TikTok anunció que se llevaría a cabo una simulación de una audiencia judicial en la fecha de lanzamiento del sencillo el 23 de julio de 2021. El anuncio se incluyó con un video promocional que presentaba una audiencia «judicial falsa» que sirvió como intro del video musical de la canción «Industry Baby», el video musical fue dirigido por Christian Breslauer y con la producción a cargo de London Alley. Varias canciones del álbum se filtraron en línea el 27 de julio, incluidas algunas que nunca llegaron al lanzamiento final del álbum.
El 26 de agosto de 2021, Lil Nas X anunció formalmente a Montero en un sketch promocional publicado en su canal de YouTube. La canción «Thats What I Want» logró ser tendencia en internet gracias a su primer video promocional. El 17 de septiembre de 2021, se lanzó oficialmente la canción junto con el video musical.

## Lanzamiento y promoción
El 26 de marzo de 2021, luego del lanzamiento de «Montero (Call Me by Your Name)», Lil Nas X anunció el título del álbum, Montero, en Twitter, junto con su fecha de lanzamiento para 2021. El 29 de junio, una parodia con el logotipo de producción de Marvel Studios se subió a YouTube, como un nuevo promocional del álbum con varios clips de los videos musicales de sus sencillos. El 23 de agosto, se anunció una colaboración con Taco Bell para promocionar el álbum. La fecha de lanzamiento del álbum se anunció a través de otro video teaser subido a YouTube el 26 de agosto. El video sirvió como una continuación del video musical del tercer sencillo «Industry Baby».
La lista de canciones se anunció el 1 de septiembre, junto con el anuncio se revelaron colaboraciones con Doja Cat, Elton John, Megan Thee Stallion y Miley Cyrus. A principios de septiembre, Lil Nas X participó en una sesión de fotos de «embarazo falso», con el supuesto bebé como su álbum. Se inspiró en el verso de Megan Thee Stallion con su canción «Dolla Sign Slime». La portada del álbum fue creada por la artista Charlotte Rutherford.
Montero fue lanzado el 17 de septiembre de 2021 por Columbia Records.  El lanzamiento del álbum fue precedido por una transmisión en vivo en YouTube que mostraba a Lil Nas X siendo entrevistado por «Montero», su alter ego, en un programa de entrevistas diurno ficticio titulado The Montero Show, antes de ser enviado al hospital de emergencia para «dar el nacimiento de su álbum».

## Música y letras
Montero ha sido descrito como un disco de rap y pop. Arraigado principalmente en el hip-hop y el pop, el álbum se influye también por ritmos trap y hard rock, y extrae elementos del R&B de la década de 2000.

## Recepción crítica
Montero recibió elogios de los críticos musicales, quienes a menudo elogiaron su tema audaz y sincero, y la producción ecléctica. En Metacritic, que asigna una calificación normalizada de 100 a las reseñas de publicaciones profesionales, el álbum recibió una puntuación promedio de 85 basada en 19 reseñas, lo que indica «aclamación universal». Agregando AnyDecentMusic? le dio 7.8 de 10, basado en su evaluación del consenso crítico.
Mike Wass de Variety elogia cómo el proyecto no es tímido para «dar voz a los miedos y anhelos de una generación de niños queer», citando el sencillo principal del proyecto «Montero (Call Me by Your Name)» como «uno de los los más desafiantes éxitos queer de todos los tiempos» y que la pista se clasifica como «La mejor canción del álbum». Mientras tanto, Alexis Petridis de The Guardian le dio al álbum una reseña de cinco estrellas en la que elogió las letras del álbum, la variedad y el cambio de los tonos musicales a la mitad del álbum, al tiempo que resaltó el uso del product placement, citando publicidad prominente de Taco Bell y la popular aplicación de entrega de alimentos Uber Eats, como excelentes estrategias de marketing. Melissa Ruggieri de USA Today destacó el trabajo de Take a Daytrip, citando «Él pilota su música a través de valles de ritmos y picos de melodía» y cómo conduce a «un agradable viaje exploratorio» a lo largo de todo el proyecto. Eric Torres de Pitchfork comenta que Montero «cumple la promesa de [convertir a Lil Nas X] en una nueva estrella del pop», y menciona que el contenido del álbum está «preparado para funcionar bien en la radio junto al pop de Olivia Rodrigo y el pop-punk de Doja».
Al revisar el álbum para AllMusic, Neil Z. Yeung lo llamó «Un soplo de aire fresco» y «uno de esos clásicos instantáneos, repleto de improvisaciones pegadizas tanto como reflexiones introspectivas». Concluyendo la reseña de cuatro estrellas para Evening Standard, David Smyth declaró que «Desde el rap pop furtivo en 'Scoop' hasta el rock torturado en 'Life After Salem', lo está haciendo todo, y contra viento y marea, demostrando que tiene una larga y brillante carrera por delante». En Clash Magazine, Laviea Thomas elogió el álbum por ser «una de las declaraciones pop más atrevidas, fascinantes y honestas de 2021».
Kitty Empire de The Observer fue uno de los pocos críticos que dio una opinión más dividida sobre el álbum, afirmando que sentía que Lil Nas X «recurre a los clichés del género convencional en lugar de arrasar con lo recurrente como lo hizo con 'Old Town Road'».

### Listas de fin de año
| Publicación          | Lista                          | Puesto | Ref.   |
| -------------------- | ------------------------------ | ------ | ------ |
| BBC                  | Los 10 mejores álbumes de 2021 | N/A    | [ 45 ] |
| Billboard            | Los 50 mejores álbumes de 2021 | 3      | [ 46 ] |
| Entertainment Weekly | Los 10 mejores álbumes de 2021 | 8      | [ 47 ] |
| The Guardian         | Los 50 mejores álbumes de 2021 | 14     | [ 48 ] |
| The Independent      | Los 40 mejores álbumes de 2021 | 6      | [ 49 ] |
| Los Angeles Times    | Los 10 mejores álbumes de 2021 | 4      | [ 50 ] |
| NME                  | Los 50 mejores álbumes de 2021 | 20     | [ 51 ] |
| Rolling Stone        | Los 50 mejores álbumes de 2021 | 6      | [ 52 ] |

## Lista de canciones
| Lista de canciones de Montero |                                              |                 |          |  |
| N.º                           | Título                                       | Productores     | Duración |  |
| 1.                            | «Montero (Call Me by Your Name)»             | Take a Daytrip  | 2:18     |  |
| 2.                            | «Dead Right Now»                             | Take a Daytrip  | 3:41     |  |
| 3.                            | «Industry Baby» (con Jack Harlow)            | Take a Daytrip  | 3:32     |  |
| 4.                            | «Thats What I Want»                          | Fedi            | 2:23     |  |
| 5.                            | «The Art of Realization»                     | Take a Daytrip  | 0:24     |  |
| 6.                            | «Scoop» (con Doja Cat)                       | Take a Daytrip  | 2:54     |  |
| 7.                            | «One of Me» (con Elton John)                 | John Cunningham | 2:42     |  |
| 8.                            | «Lost in the Citadel»                        | Cunningham      | 2:50     |  |
| 9.                            | «Dolla Sign Slime» (con Megan Thee Stallion) | Take a Daytrip  | 2:25     |  |
| 10.                           | «Tales of Dominica»                          | Take a Daytrip  | 2:26     |  |
| 11.                           | «Sun Goes Down»                              | Take a Daytrip  | 2:48     |  |
| 12.                           | «Void»                                       | Cunningham      | 4:08     |  |
| 13.                           | «Dont Want It»                               | Take a Daytrip  | 2:12     |  |
| 14.                           | «Life After Salem»                           | Cunningham      | 3:31     |  |
| 15.                           | «Am I Dreaming» (con Miley Cyrus)            | Take a Daytrip  | 3:03     |  |

Notas
- El título de cada canción está estilizado en mayúsculas, excepto el subtítulo de Montero «(Call Me by Your Name)»[53]

Otros créditos
- El coro de «Dont Want It» comparte una parte de la letra de «Mockingbird» escrita por Eminem.[54]

## Posicionamiento en listas

### Semanales
| Lista (2021)                        | Mejor posición |
| ----------------------------------- | -------------- |
| Australia (ARIA)                    | 1              |
| Austria (Ö3 Austria)                | 2              |
| Bélgica (Ultratop flamenca)         | 3              |
| Bélgica (Ultratop valona)           | 6              |
| Canadá (Billboard Canadian Albums)  | 2              |
| República Checa (ČNS IFPI)          | 3              |
| Dinamarca (Hitlisten)               | 1              |
| Países Bajos (Album Top 100)        | 3              |
| Finlandia (Suomen Virallinen Lista) | 2              |
| Francia (SNEP)                      | 6              |
| Alemania (Offizielle Top 100)       | 13             |
| Islandia (Plötutíðindi)             | 2              |
| Irlanda (OCC)                       | 1              |
| Italia (FIMI)                       | 9              |
| Lituania(AGATA)                     | 1              |
| Nueva Zelanda (Recorded Music NZ)   | 1              |
| Noruega (VG-lista)                  | 1              |
| Eslovaquia (ČNS IFPI)               | 2              |
| España (PROMUSICAE)                 | 2              |
| Suecia (Sverigetopplistan)          | 1              |
| Suiza (Schweizer Hitparade)         | 6              |
| Reino Unido (UK Albums Chart)       | 2              |
| Estados Unidos (Billboard 200)      | 2              |

### Anuales
| Lista (2021)                       | Posición |
| ---------------------------------- | -------- |
| Australian Albums (ARIA)           | 72       |
| Belgian Albums (Ultratop Flanders) | 129      |
| Belgian Albums (Ultratop Wallonia) | 153      |
| Danish Albums (Hitlisten)          | 59       |
| Dutch Albums (Album Top 100)       | 53       |
| New Zealand Albums (RMNZ)          | 44       |
| Swedish Albums (Sverigetopplistan) | 69       |
| US Billboard 200                   | 126      |